# Noonacris
Noonacris is een geslacht van rechtvleugeligen uit de familie Pyrgomorphidae. De wetenschappelijke naam van dit geslacht is voor het eerst geldig gepubliceerd in 1966 door Kevan.

## Soorten
Het geslacht Noonacris omvat de volgende soorten:
- Noonacris novahibernica Kevan, 1966
- Noonacris pusilla Kevan, 1966